# Biblioteca Marciana
Pour les articles homonymes, voir Marciana.
La Biblioteca nazionale Marciana (c'est-à-dire la bibliothèque de saint Marc, patron de Venise) ou encore Bibliothèque marcienne ou simplement la Marcienne en français, est la plus importante bibliothèque de Venise et l'une des plus grandes d'Italie. Elle contient l'une des plus riches collections de manuscrits du monde.
On la connaît également en italien sous les noms de Biblioteca di San Marco, Libreria Marciana, Libreria Sansoviniana, Libreria Vecchia, Libreria di San Marco ou simplement La Marciana.
Elle se trouve sur la partie de la place Saint-Marc appelée piazzetta dei Leoncini, au bord du Grand Canal.

## Histoire
Dès 1362, Pétrarque propose que soit créée une bibliothèque publique à Venise. Le projet ne se réalise pas mais, à sa mort, le poète lègue sa bibliothèque à la ville. Elle est aujourd'hui conservée à la Marciana.
Le premier noyau de la bibliothèque date de la donation par le cardinal Bessarion de ses livres à la république de Venise ad communem hominum utilitatem (31 mai 1468) : 746 manuscrits dont 482 en grec et 246 en latin, auxquels s'ajoutèrent 250 autres manuscrits après la mort du donateur.
La bibliothèque voit ses collections s'enrichir grâce à de nombreux autres dons et legs, ainsi que par l'incorporation d'autres bibliothèques de la ville et de la République. Une importante partie des ouvrages provient de Constantinople, après que la ville a été prise par les Ottomans : cela fait de Venise le principal centre d'étude des classiques grecs, qui attire de nombreux humanistes. Un certain nombre se réunissent autour d'Alde Manuce dans l'Académie aldine.
En 1603, une loi entre en vigueur qui impose à tout imprimeur de Venise de déposer une copie de chaque ouvrage à la Marciana. Cette dernière devient ainsi la bibliothèque centrale de la République.
Après la chute de la République, les collections des établissements religieux supprimés par Napoléon Ier affluent vers la Marciana.

## Lalibreria
Bessarion avait posé une condition au legs de ses livres : qu'ils fussent conservés dans un lieu qui leur convienne. Venise ne répond cependant pas tout de suite à la demande du cardinal. La bibliothèque est d'abord installée dans un bâtiment de la Riva degli schiavoni, puis dans la basilique Saint-Marc et enfin au palais des Doges.
Ce n'est qu'en 1537 que l'on envisage la construction d'un palazzo della libreria (palais de la bibliothèque), sur la place Saint-Marc. Le projet en est confié à Jacopo Sansovino. Le 18 décembre 1545, alors que les travaux sont déjà fort avancés, une partie de l'édifice s'écroule. L'architecte est jeté en prison. Après sa libération les travaux reprennent en 1547. La bibliothèque est transférée en 1553. L'édifice n'est cependant pas terminé avant 1588 : les derniers travaux sont menés par Vincenzo Scamozzi, après la mort de Sansovino en 1570.
Contribuèrent entre autres à sa décoration Titien, Véronèse, Alessandro Vittoria, Battista Franco, Giuseppe Porta, Bartolomeo Ammannati et Le Tintoret.
En 1811 la bibliothèque est transférée au palais des Doges et ne retrouve son siège historique qu'en 1924. Les bâtiments étant devenus trop petits, la bibliothèque occupe aujourd'hui la fabbrica della Zecca, en plus du palazzo della libreria.

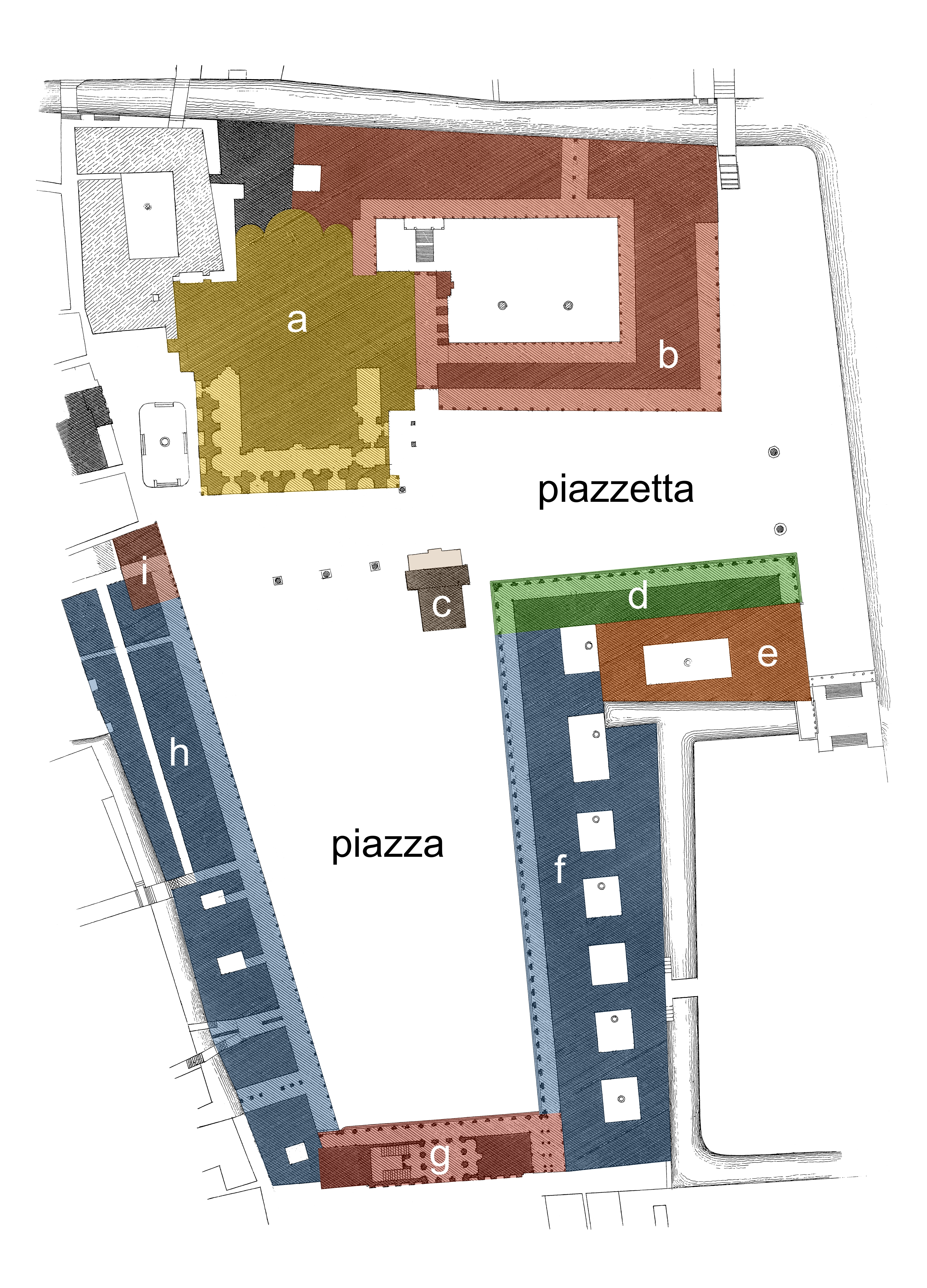
Plan de la place Saint-Marc : la bibliothèque se trouve au point D.
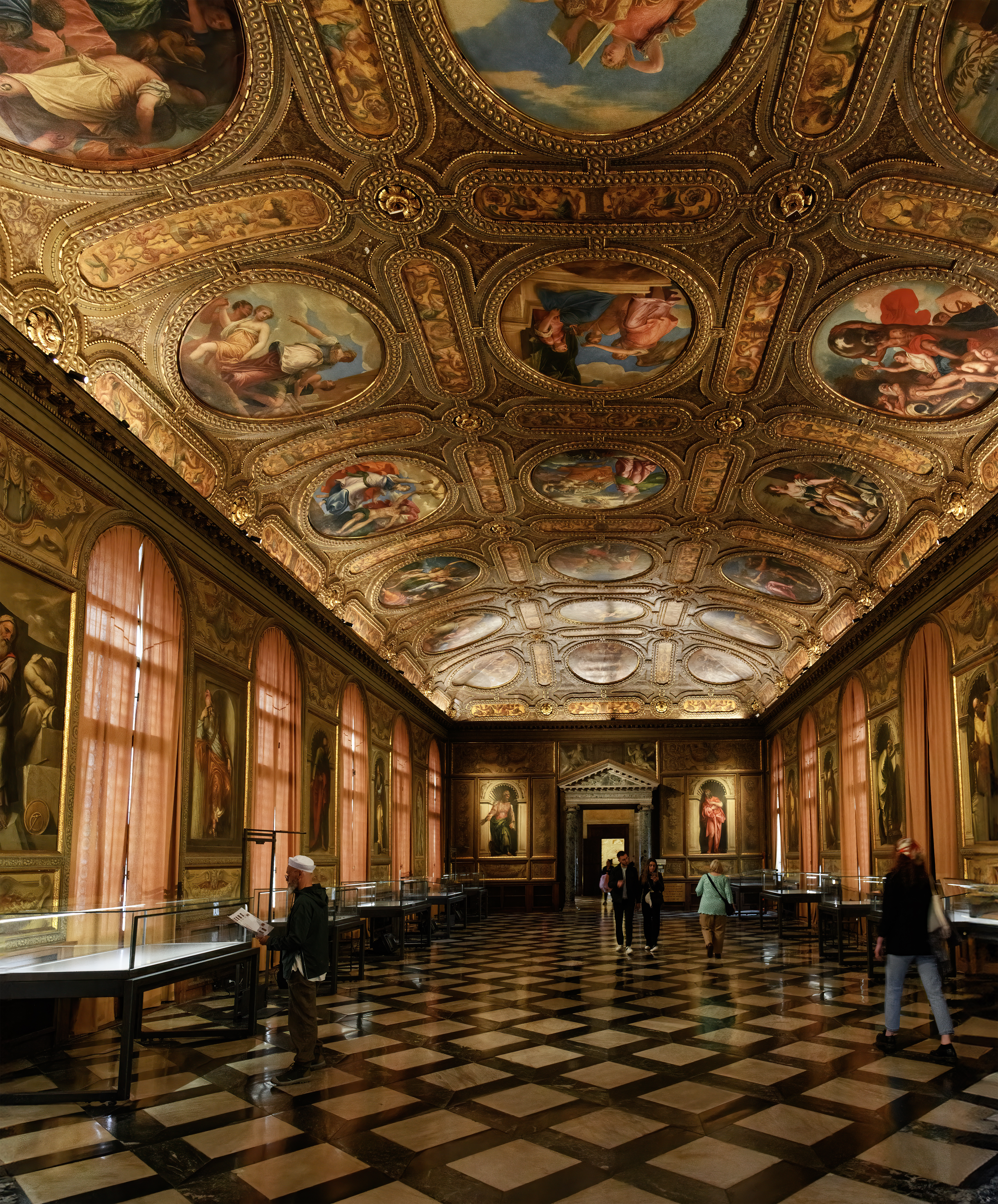
La Sansoviniana, première salle de lecture, décorée au XVIe siècle.
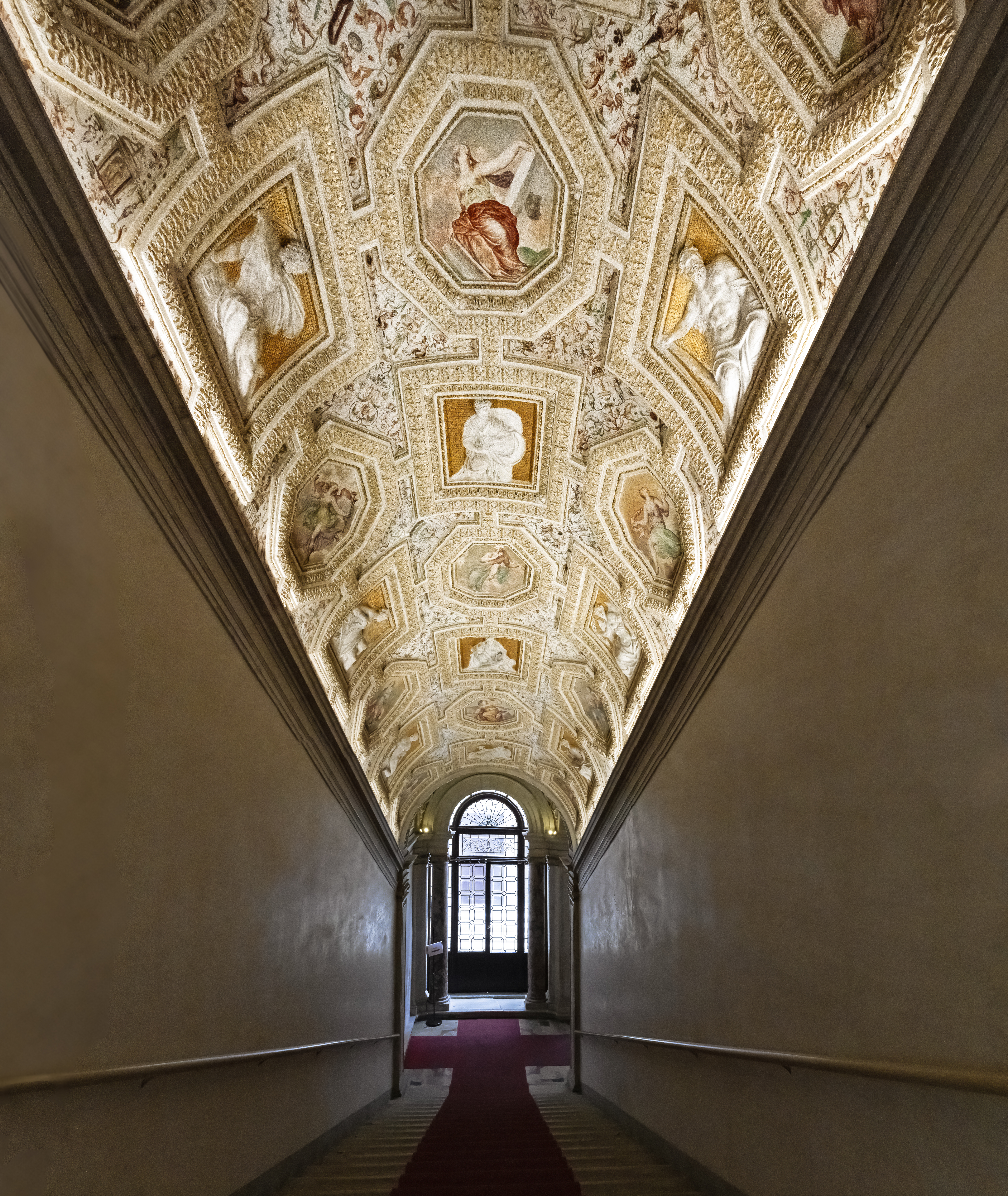
Plafond à caisson du grand escalier.

## Collections
La bibliothèque a aujourd'hui le statut de bibliothèque publique d'État. Ses collections de la Biblioteca Marciana comprennent aujourd'hui :
- 13 000 manuscrits
- 2 283 incunables
- 24 055 livres du XVIe siècle
- 1 000 000 d'imprimés anciens et modernes

Les ouvrages les plus connus sont deux codex de l'Iliade, l'Homerus Venetus A (Xe siècle) et l'Homerus Venetus B (XIe siècle).
On y trouve également la Chronologia magna de Fra Paolino, un manuscrit de Pline de 1481 ayant appartenu à Jean Pic de la Mirandole, un exemplaire du premier livre imprimé à Venise, de très nombreuses éditions aldines (du nom d'Alde Manuce, éditeur vénitien installé en 1494), une riche collection de cartes et d'atlas (Atlas Corbitis, fin XVe siècle), des manuscrits musicaux notamment de Domenico Scarlatti, etc.

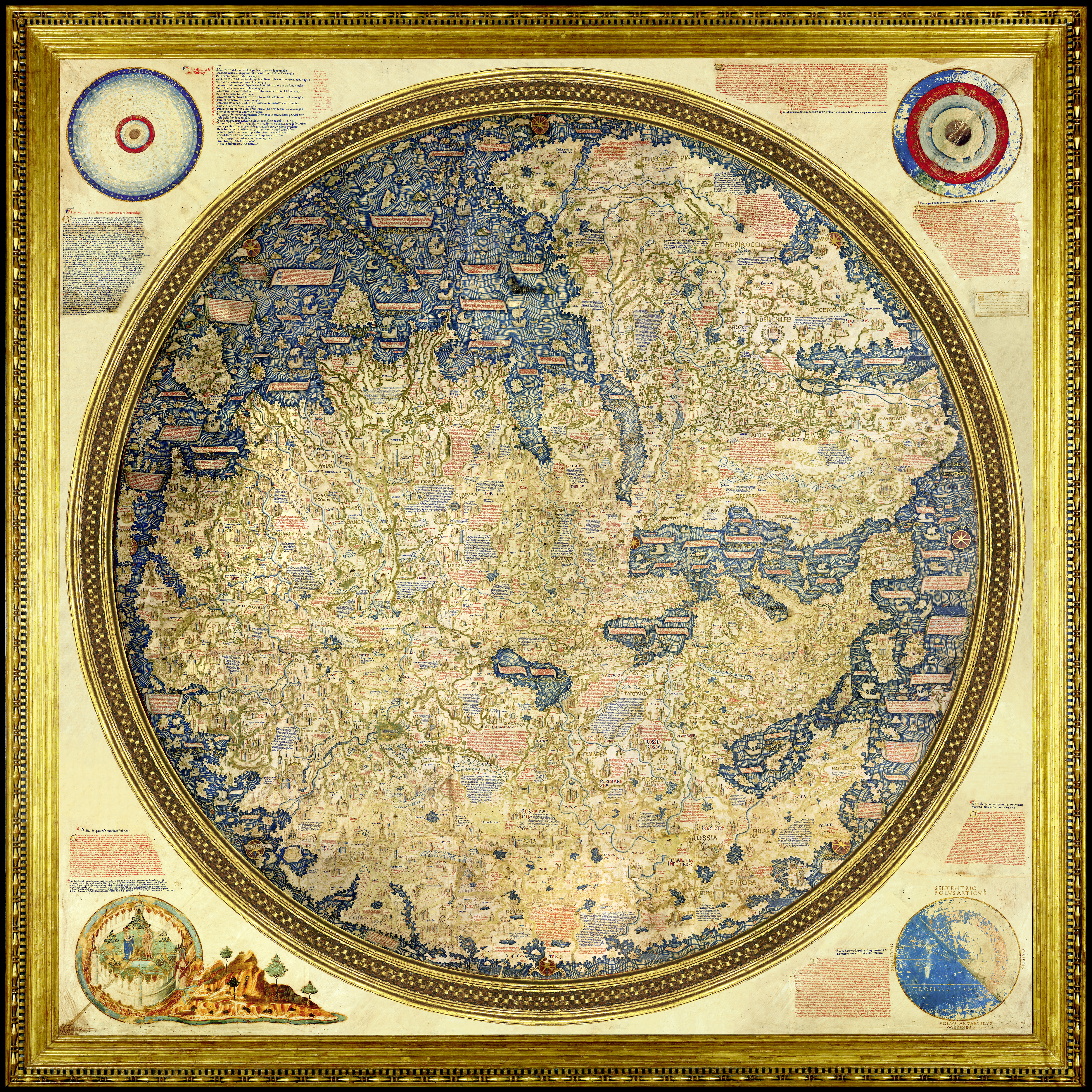
Carte du Monde par Fra' Mauro.
Kunyu tushuo par Ferdinand Verbiest.
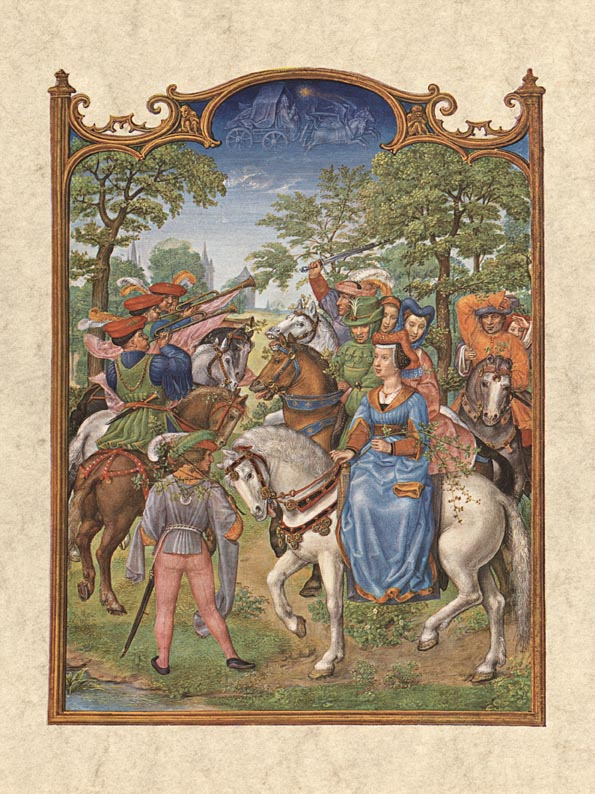
Brevarium Grimani (fol. 6v), livre d'heures flamand.